# Ứng Long
Ứng Long (giản thể: 应龙; phồn thể: 應龍; bính âm: yìnglóng; Wade–Giles: ying-lung) là một nhân vật truyền thuyết trong thời kì chiến tranh giữa hai bộ lạc Xi Vưu và Hoàng Đế.
Sách Hoài Nam Tử chép rằng: "Mao độc sinh Ứng Long, Ứng Long sinh Kiến Mã, Kiến Mã sinh Kỳ Lân, Kỳ Lân sinh muông thú" Mao Độc chính là tổ tiên của các loài vật có lông mao nói chung. Kỳ Lân là thủ lĩnh các loài thú trên cạn.
Tương truyền, Ứng Long đã đưa quân ra ứng cứu cho Hoàng Đế trong lúc Xi Vưu đang tấn công quân của Hoàng Đế. Sau đó, Ứng Long trở thành trung thần luôn bên cạnh của Hoàng Đế, được Người sủng ái và tin tưởng. Ông đã góp công lớn trong công cuộc thống nhất Trung Nguyên của Hoàng Đế. Sơn Hải Kinh, Đại Hoang Bắc Kinh, viết rằng Ứng Long giết chết Xi Vưu và Khoa Phụ.
Đến thời vua Thuấn, Ứng Long dưới tên gọi Canh Thìn còn trợ giúp vua Hạ Vũ trị thủy. Ông đánh bại thủy thần sông Hoài là Vô Chi Kỳ, đẩy lui nhiều cuộc tấn công từ phía Cộng Công.